# 혼 루쿠미
혼 루쿠미(스페인어: Jhon Janer Lucumí Bonilla, 1998년 6월 26일~)는 콜롬비아의 축구 선수이다. 볼로냐와 콜롬비아 축구 국가대표팀에서 수비수로 활동하고 있다.

## 구단 경력

### 헹크
2018년 7월, 벨기에의 헹크에 입단하여 첫 시즌에 구단의 리그 우승과 벨기에 슈퍼컵 우승에 기여했다.

### 볼로냐
2022년 8월 18일, 이탈리아의 볼로냐로 이적했다.

## 국가대표팀 경력
2018년에 콜롬비아 A대표팀에 처음으로 차출되었으며, 2019년 6월 3일에 파나마와의 친선경기에서 선발 선수로 출전하여 A대표팀 데뷔전을 치렀다.

## 플레이스타일
흔치않은 왼발 센터백으로, 왼발에서 나오는 패싱력이 뛰어나다. 벨기에 리그에서 90분당 평균 5개의 롱볼을 시도했을 정도로, 루쿠미를 시작으로 팀 내 후방 빌드업이 전개된다. 또한 발밑이 좋다 보니, 본인이 직접 볼을 운반하기도 한다.